# شهرستان استاروپولتافسکی
شهرستان استاروپولتافسکی (به لاتین: Staropoltavsky District) یک شهرستان در روسیه است که در استان ولگوگراد واقع شده‌است.